# Ян Жешовський (львівський архієпископ)
Ян Жешовський гербу Півкозич (пол. Jan Rzeszowski; 1345 або 1346 — 12 серпня 1436, Піркув) — шляхтич, римо-католицький релігійний діяч. Останній Галицький, перший Львівський латинський архієпископ. Інквізитор на Русі.

## Життєпис
Народився 1345 або 1346 року. Його батьком був Ян Пакославиць зі Стружиськ і Ряшева (пол. Jan Pakosławic ze Stróżysk i Rzeszowa) гербу Півкозич, лицар, дипломат короля Казимира, впливовий чоловік свого часу.
1363 року: як клірик Краківської дієцезії був студентом канонічного права Падуанського університету; батько, перебуваючи в Авіньйоні як посол Казимира ІІІ, у Папській курії отримав для сина експектативу на посаду опольського архідиякона. Став краківським каноніком після смерті Сенгнева Влосьцейовиця (пол. Sięgniew Włościejowic; після нього став Ян Длуґош).
Папське підтвердження призначення його Галицьким архієпископом датують 26 серпня 1412. 28 серпня 1412 папа видав буллу, якою Львівський латинський архієпископ отримував у підпорядкування суфраганії у Кам'янці на Поділлі, Києві, Сереті, але її протягом 2 років не вислали до Корони через конфлікт з львівським плебаном Іоанном, який, згідно з канонічним правом, мав надати згоду щодо переведення його парафіяльного костелу до статусу катедри. У жовтні 1413 року брав участь у польсько-литовському з'їзді в Городлі. Урочистості з нагоди входження на посаду у Львові відбулись у надвечір'я Різдва Христового 1414 року за присутності руського старости Івана з Обехова (пол. Obiechów) та шляхти. У лютому-березні 1415 року перебував у Галичі, певне, через перенесенням інституції звідси до Львова. До Львова прибув перед 24 березня, щоб перебувати у місті під час візиту короля (березень-квітень). Після відмови його попередника на посаді у Галичі Миколая Тромби провів обряд вінчання короля Владислава та королеви Єлизавети у неділю — 2 травня 1417 року в парафіяльному костелі міста Сянік. Брав участь у коронації Е. Ґрановської восени 1417. У 1421 році в Кукільниках за сприяння Яна Жешовського було споруджено перший костел. За дозволом короля 7 березня 1424 заснував місто на німецькому праві на «ґрунті» села Дунаїв. Перебудував належну раніше плебану Янові кам'яницю у Львові. У березні 1435 брав участь у судовому вічі у Городку Галицькому, першому, що було пов'язане з впровадженням польського земського права в Королівстві Русі.
Помер 12 серпня 1436 року у власному дворі в Піркуві (нині с. П'юркув (пол. Piórków), ґміна Бацьковіце Опатовського повіту), проживши 90 чи 91 рік. Був похований у костелі Святого Хреста бенедиктинського монастиря на Лисці, поблизу великого вівтаря старого хору. Його надгробок з частково нечитабельною інскрипцією існував ще 1707 року.

## Участь у дискримінації населення Галичини
Ян Жешовський був активним співучасником компанії із насильницької експансії римо-католицизму на теренах Галичини. Зокрема, за його безпосереднім керівництвом у вірменської громади Львова було відібрано храм Івана Хрестителя та передано нечисельній тоді католицькій громаді. Крім того, за допомогою нової польської влади був здійснений погром осередку православного єпископа в Перемишлі, під час якого із кафедрального собору було викопано і викинено поховання давньоруських князів, котрі княжили в місті у ХІ—ХІІ століттях. Сам собор передано для вжитку римо-католицький громаді, а єпархія була змушена переселитись в один із монастирів коло Старого Самбора. У Городку давньоруський храм передали кільком монахам ордену францисканців.